# Campionato francese di rugby a 15 1974-1975
Il Campionato francese di rugby a 15 1974-1975 fu disputato da 64 squadre divise in 8 gironi di 8 squadre. Le prime 4 di ogni gruppo, per un totale di 32, sono qualificate per la fase ad eliminazione diretta.
Le ultime tre di ogni gruppo retrocedono nel gruppo "B" .
È ancora l'AS Béziers a conquistare il titolo battendo in finale il CA Brive.

## Fase di qualificazione
(Le squadre sono indicate secondo l'ordine di classificazione nel girone. In grassetto le qualificate al turno successivo)
| - AS Béziers - RC Toulon - Saint-Jean-de-Luz OR - Saint-Girons SC - SO Chambéry - Castres olympique - Cahors - UA Gaillac           | - RC Narbonne - Racing club de France - FC Lourdes - Valence - US Montauban - CO Le Creusot - Saint-Médard - FC Grenoble              | - CA Brive - CA Bègles - RC Vichy - Stade montois - US Marmande - FC Auch - SC Mazamet - RC Dijion                                                                 |
| - AS Montferrand - Section paloise - US bressane - Stade lavelanétien - FC Oloron - SC Angoulême - Tyrosse RCS - Stade bordelais UC | - RRC Nice - Lyon OU - Stade bagnérais - ES Avignon Saint-Saturnin - Biarritz olympique - SC Graulhet - US Carmaux - RC Châteaurenard | - Stadoceste tarbais - Stade aurillacois - Aviron bayonnais - Club olympique Creusot Bourgogne\|Montchanin - CA Périgueux - FC Saint-Claude - SC Albi - US Oyonnax |
| - La Voulte - USA Perpignan - AS Mérignac - Stade rochelais - CS Bourgoin-Jallieu - Stade beaumontois - US Bergerac - Salles        | - SU Agen - US Dax - Stade toulousain - US Romans - SC Tulle - Boucau stade - Castelsarrasin - US Quillan                             | |

## Sedicesimi di finale
(In grassetto le qualificate al turno successivo)
| Squadra 1             | Squadra 2                 | Risultati |
| --------------------- | ------------------------- | --------- |
| AS Béziers            | Saint-Girons SC           | 25-6      |
| RC Toulon             | Stade toulousain          | 16-9      |
| Stadoceste tarbais    | US Romans                 | 19-15     |
| Section paloise       | Saint-Jean-de-Luz OR      | 20-4      |
| AS Montferrand        | Stade rochelais           | 14-6      |
| Racing club de France | Stade montois             | 40-0      |
| RRC Nice              | ES Avignon Saint-Saturnin | 6-15      |
| Stade aurillacois     | Aviron bayonnais          | 20-6      |
| CA Brive              | Montchanin                | 4-0       |
| CA Bègles             | Stade bagnérais           | 3-9       |
| La Voulte             | FC Lourdes                | 10-19     |
| US Dax                | US bressane               | 10-6      |
| RC Narbonne           | Stade lavelanétien        | 9-3       |
| Lyon OU               | Valence                   | 21-4      |
| SU Agen               | RC Vichy                  | 17-9      |
| USA Perpignan         | AS Mérignac               | 19-0      |

## Ottavi di finale
(In grassetto le qualificate ai quarti di finale)
| Squadra 1                 | Squadra 2             | Risultati |
| ------------------------- | --------------------- | --------- |
| AS Béziers                | RC Toulon             | 13-7      |
| Stadoceste tarbais        | Section paloise       | 11-3      |
| AS Montferrand            | Racing club de France | 4-7       |
| ES Avignon Saint-Saturnin | Stade aurillacois     | 6-0       |
| CA Brive                  | Stade bagnérais       | 35-13     |
| FC Lourdes                | US Dax                | 35-13     |
| RC Narbonne               | Lyon OU               | 14-9      |
| SU Agen                   | USA Perpignan         | 14-9      |

## Quarti di finale
(In grassetto le qualificate alle semifinali)
| Squadra 1             | Squadra 2                 | Risultati |
| --------------------- | ------------------------- | --------- |
| AS Béziers            | Stadoceste tarbais        | 19-4      |
| Racing club de France | ES Avignon Saint-Saturnin | 18-7      |
| CA Brive              | US Dax                    | 14-9      |
| RC Narbonne           | SU Agen                   | 9-6       |

## Semifinali
(In grassetto le qualificate alla finale)
| Squadra 1  | Squadra 2             | Risultati |
| ---------- | --------------------- | --------- |
| AS Béziers | Racing club de France | 16-3      |
| CA Brive   | RC Narbonne           | 20-13     |

## Finale
| Arbitro: | Jacques Saint-Guilhem |

| |            | |
| mete: Pebeyre, c.p.: Cabrol 3 | Marcatori  | mete: Puidebois trasf.: Puidebois c.p.: Puidebois 2 |
| Titolari : Armand Vaquerin, Christian Prax, Alain Paco, Georges Senal, Michel Palmié, Olivier Saïsset, Gérard Rousset, Alain Estève, Richard Astre, Henri Cabrol, René Séguier, Jean-Pierre Pesteil, Gabriel Cosentino, Claude Casamidjana, Jack Cantoni Sostituti: Gérard Lavagne | Formazioni | Titolari : Serge Pasquier, Patrick Louchart, Jean-Pierre Dales, Jean-Claude Rossignol, Roger Fite, Michel Yachvili, Jean-Luc Joinel, Gérard Magnac, Michel Pebeyre, Jean-Claude Roques, Jean-Jacques Gourdy, Christian Badin, Jacques Coq, Jean-Pierre Puidebois, Alain Marot Sostituti : Pierre Balineau, Frédéric Desnoyer |